# ازرا أوتيس كيندال
ازرا أوتيس كيندال (بالإنجليزية: Ezra Otis Kendall )‏ (و. 1818 – 1899 م) هو أستاذ جامعي، وعالم فلك، ورياضياتي من الولايات المتحدة الأمريكية .
توفي في فيلادلفيا، بنسيلفانيا، عن عمر يناهز 81 عاماً.